# 异单胞菌属
异单胞菌属为弧菌科的一属细菌。该属的模式种为肠奇异单胞菌（Allomonas enterica）。现为弧菌属（Vibrio）的异名。

## 下属物种
- 肠奇异单胞菌 Allomonas enterica Kalina et al. 1984